# Farida Nabourema
Farida Bemba Nabourema (Lomé, 19 de abril de 1990) es una activista por los derechos humanos y escritora togolesa que ha luchado por conseguir la democracia en Togo desde que era una adolescente. Cuando tenía 20 años, fundó el movimiento Faure Must Go, llamando a la resistencia civil en aras de la democracia.  En 2014 publicó su libro de ensayos La Pression de l'Oppression (La presión de la opresión) donde alienta a la resistencia de los oprimidos. En 2017, Farida Nabourema fue reconocida como «Defensora del año (mujer)» por los Africa Youth Awards.

## Biografía
Farida Nabourema nació el 19 de abril de 1990 en Lomé, capital de Togo. Completó su educación escolar con el bachillerato en 2007, posteriormente  estudió historia en la Universidad de Lomé. Creció bajo el régimen opresor de Gnassingbé Eyadéma hasta su muerte en 2005, a quién le sucedió su hijo, Faure Gnassingbé, quien fue igualmente un dictador. El padre de Farida Nabourema, el disidente Bemba Nabourema, fue severamente torturado en 2003 cuando ella solo tenía 13 años. Como resultado, ella misma se convirtió en una disidente defensora de la democracia y los derechos humanos en Togo desde que era una adolescente.

## Trayectoria
Cuando Farida cumplió los 18 años, se mudó a los Estados Unidos donde estudió relaciones internacionales en la Escuela de Servicio Internacional de la Universidad Americana (Washington D. C.) Dos años más tarde fundó el movimiento Faure Must Go, organizando la oposición a Faure Gnassingbé. Desde entonces se ha convertido en el eslogan del movimiento de resistencia de Togo.
Farida Nabourema  ha escrito artículos en su blog y para otras publicaciones, donde denuncia la corrupción y de la dictadura de su país y promueve una forma de panafricanismo progresista.
Farida Nabourema no ha podido regresar a su patria porque su vida ha sido amenazada y corría peligro. Se mueve de un país a otro, mantiene su popular blog y llama a la oposición al régimen de Faure. Ella ha comentado:

Cuando miro todos los sacrificios que se hicieron para que nosotros lleguemos tan lejos, desde la generación de mi abuelo hasta la de mi padre y ahora la mía, me llena de gratitud y esperanza. [...] Esperanza en un Togo donde cada ciudadano pueda aspirar a convertirse en presidente sin temor a represalias o muerte.

Nabourema es coordinadora de compromiso y colaboración de Africans Rising, un movimiento panafricano que lucha por la justicia, la paz y la dignidad a través de la organización de base, la educación cívica y la defensa. Es cofundadora y directora ejecutiva de la Liga Civil Togolesa, una ONG que promueve la democracia a través de la resistencia civil.
Farida Nabourema ha colaborado impartiendo clases en la Escuela de Estudios Internacionales Josef Korbel de la Universidad de Denver, abordando temáticas que van desde el feminismo y la recaudación de fondos, hasta la organización comunitaria y apoyo transnacional, además de visibilizar el trabajo que los activistas hacen a nivel mundial.
Farida Nabourema ha mostrado interés y apoyo a un sistema económico y financiero que pueda utilizar como medio del intercambio en transacciones internacionales el Bitcoin, debido a que países con gobiernos autoritarios pueden beneficiarse de esta nueva tecnología monetaria.

## Reconocimientos
- En 2017 Farida Nabourema fue reconocida como «Joven Defensora del Año» por los Africa Youth Awards.[3]
- En 2018 fue incluida como una de las Cuatro Cruzadas que Mantienen Vivo el Sueño de la Democracia, Four Crusaders Keeping The Dream of Democracy Alive por la revista Times.
- En 2019 fue nombrada una de las mujeres africanas más influyentes por Avance Media.
- En 2021, Farida fue incluida entre las  100 Most Influential People in Gender Policy by Apolitical.[11]